# Дженна Джеймсон
Дже́нніфер Марі́ Массолі́ (англ. Jennifer Marie Massoli), відома як Дже́нна Дже́ймсон (англ. Jenna Jameson; 9 квітня 1974, Лас-Вегас, Невада) — американська порноакторка, продюсерка, режисерка, фотомодель, підприємиця, автобіографка та акторка. Проголошена як найвідоміша порноакторка, володарка неофіційного титулу «Королева порноіндустрії».
На 2009 рік отримала 20 номінацій та 18 нагород, а також особливе почесне членство у двох чільних порнографічних організаціях — X-Rated Critics Organization (XRCO) і Adult Video News (AVN). Почала зніматися у фільмах еротичного характеру в 1993 році, перед цим працювавши стриптизеркою та моделлю. У 1996 році вона стає володаркою трьох премій в номінації «Найкраща акторка», за версією трьох різних порностудій.
У 2000 році з американським бізнесменом і порноактором Джеєм Грдіна (псевдонім Джастін Стерлінг) заснувала власну компанію з виробництва порнографічних матеріалів під назвою ClubJenna. Також веде реаліті-шоу Jenna's American Sex Star на платному телеканалі Playboy TV.

## Біографія

### Раннє життя
Батько, Лоуренс Массоло (англ. Lawrence Massoli), був італійсько-американським програм-директором філії каналу NBC і офіцером поліції. Мати, Джудіт Брук Гант Массолі, була шоугьорл з Лас-Вегаса, де танцювала в готелі Tropicana Resort & Casino у шоу, поставлених артхолом Folies Bergère. За визнанням батька Дженни, Джудіт усвідомлено хотіла зачати дитину, знаючи, що хвора на рак. Першим народився Тоні, старший брат Дженни, через кілька років і сама Дженна.
Коли їй ледь виповнилося два, мати померла від меланоми (20 лютого 1976 року). Смерть матері вплинула на їх сім'ю кардинальним чином: родичі Джуді припинили спілкування з овдовілим батьком, сам він був повністю розорений, оскільки довгі роки віддавав зарплату та кредити на ліки для дружини. Після смерті матерів все майно родини було конфісковане, і їм довелося перебратися жити в трейлер. Кілька років потім вони переїжджали з місця на місце з бабусею, матір'ю батька. Весь свій час батько проводив у департаменті шерифа в Лас-Вегасі, і за цей час вона дуже зблизилася з братом Тоні.
Будучи дитиною, Дженна Массолі стала частою учасницею заходу Beauty Pageants (шоу, в якому беруть участь професійні моделі або просто гарні дівчата; захід закінчується вибором найкращої і нагородженням призами) і брала уроки балету.
В автобіографії Массолі пише, що в жовтні 1990 року, поки її сім'я проживала на ранчо в місті Фромберг, штат Монтана, її побили камінням і зґвалтували чотири підлітки після гри в американський футбол. Далі вона була зґвалтована у віці 16 років дядьком-байкером свого хлопця Джека Прічера (сам Прічер заперечує це). Дженна після всього залишила оселю батька і виїхати зі своїм бойфрендом Джеком, щоб розповісти йому про те, що трапилося, розпочавши свої перші серйозні стосунки.
Джек Прічер був татуювальником і зробив Дженні першу серію татуювань, одне з яких згодом стало її візитівкою — подвійне серце на правій сідниці. Надалі її брат Тоні додав до малюнка напис «Heart Breaker».

### Рання кар'єра
Дженна Массолі намагалася наслідувати кар'єру матері, але багато студій відмовляли їй через брак необхідних даних, як наприклад зросту (175 см). Вона була зайнята в шоу Vegas World, але покинула проєкт після двох місяців, оскільки графік був нестерпний, а зарплата мізерна.
В 1991 році, погодившись на умовляння свого хлопця Джека, вона починає танцювати у стрип-клубах Лас Вегаса, використовуючи підроблені документи, оскільки на той момент була неповнолітньою. Після того, як їй відмовили у роботі в стрип-клубі Crazy Horse Too через брекети на її зубах, вона зняла їх плоскогубцями і була прийнята в клуб. Через 6 місяців Дженна вже заробляла по $ 2000 за ніч, ще не закінчивши школу.
Її перше сценічне ім'я було «Jennasis» (Дженесіс — співзвучна з назвою першої біблійної книги про створення світу «Genesis» — «Буття»). У процесі вибору імені «Дженна Джеймсон» вона залишила своє перше ім'я, а в пошуках прізвища перегорнула всю телефонну книжку, але, так і не знайшовши нічого підходящого, зупинилась на Джеймсон, віскі, який вона п'є. Цим ім'ям вона скористалася вперше, будучи гламур-моделлю.
В 1991 році почала позувати оголеною для фотографки Сьюз Ренделл, сподіваючись потрапити до Penthouse. Джеймсон отримувала по $ 300 в день, не маючи права на знімки. Потім її фото потрапили в різні чоловічі видання під різними іменами. Після цього Джеймсон перервала роботу з Ренделл, відчуваючи, що та лише наживається на ній.
Ще навчаючись у школі, Дженна почала приймати наркотики — кокаїн, ЛСД і метамфетамін. Через це у неї розвинулась відраза до їжі, вона перестала їсти і стала швидко втрачати у вазі. Через це вона перестала бути моделлю. У 1994 році Джек залишив Дженну біля дверей її батька, який вже жив у Реддінгу, Каліфорнія.

### Порнографія

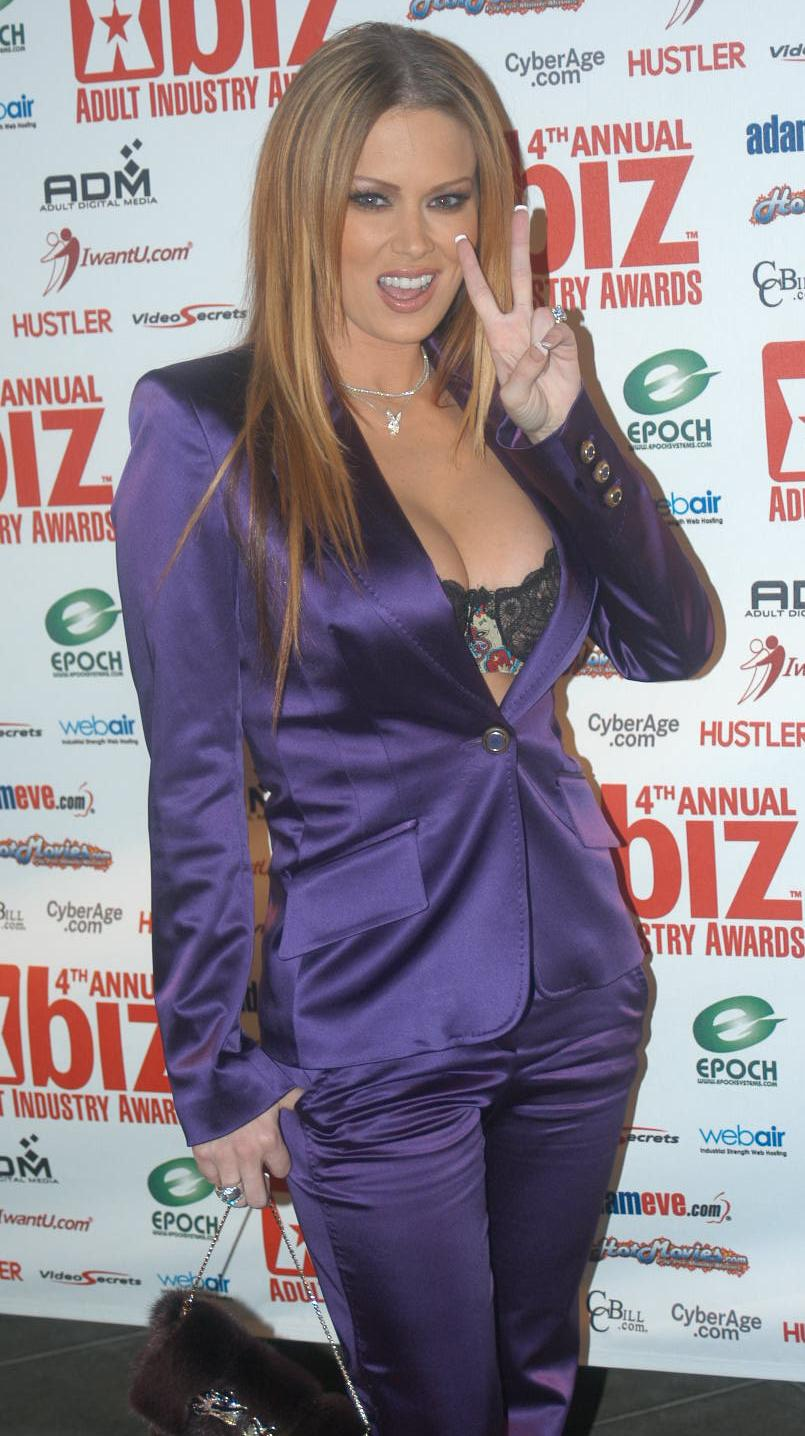
Дженна Джеймсон на XBiz-Awards 2005

Джеймсон говорить, що почала зніматися в порнофільмах у помсту бойфренду Джеку, який їй зраджував.
Вперше вона знялася в 1993 році у невідвертому софткорі Ендрю Блейка з подружкою Нікі Тайлер, з якою разом позувала для Сьюз Ренделл. Її перші порносцени у фільмі були зняті Ренді Вестом і показані в картині «Up and Cummers 10 and Up and Cummers 11». Її першою була лесбійська сцена. Вона швидко досягла визнання і з'явилася в кількох інших порнофільмах, живучи в Лас-Вегасі.
Перші грудні імплантати Джеймсон зробила 28 липня 1994. У тому ж році у неї було 2 набори грудних і один у підборіддя.
Її перша гетеросексуальна сцена відбулася в «Up and Cummers 11».
На початку зйомок Джеймсон дала собі обіцянку ніколи не бути зайнятою у сценах анального сексу та подвійного проникнення. Вона також ніколи не була зайнята в міжрасовому сексі з чоловіками.

У 1994 році Джеймсон влаштувалася в Лос-Анджелесі разом з Нікі Тайлер. Вона знову почала працювати моделлю, але в 1995 році отримала благословення батька на роботу в порноіндустрії. Після цього її першим фільмом став «Silk Stockings». У тому ж році вона підписує контракт з кіностудією Wicked Pictures. Вона згадує, кажучи про творця Wicked Pictures Стіва Оренстайне: «Найголовніше для мене це стати суперзіркою, яку світ не бачив».

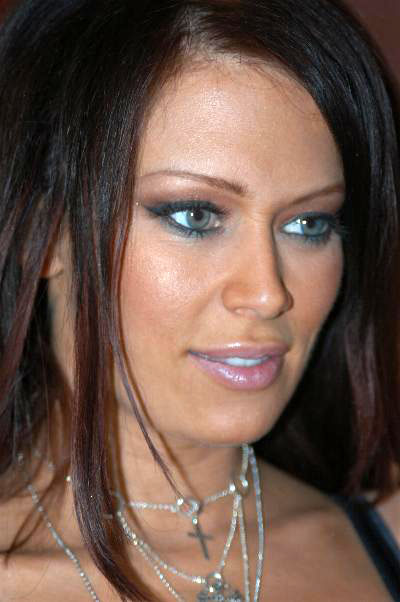
Дженна Джеймсон, 2005

Контракт приносив їй по 6000 $ за кожен з восьми фільмів у свій перший рік.
Її першим великобюджетним фільмом став Blue Movie (1995), де вона виконувала роль репортерки, яка пробирається на зйомки порнострічок. Фільм отримав багато нагород AVN Awards. У 1996 році вона отримала нагороди з трьох найважливіших порноакадемій: XRCO Best New Starlet award (Нова Висхідна зірка), the AVN Best New Starlet Award, і the Fans of X-Rated Entertainment (FOXE), а також Video Vixen award. Вона була перша, хто виграла всі три нагороди.
До 2001 року Дженна Джеймсон заробляла по 60000 $ на день. Також вона танцювала пару тижнів на місяць, отримуючи за ніч по 8000 $.
З листопада 2005 року у Джеймсон з'явилося своє шоу Playboy TV's Jenna's American Sex Star, де дівчата змагалися за право пройти конкурсне шоу і отримати заповітний контракт на зйомку фільму на студії ClubJenna.
У 2005 році Джеймсон знялася в лесбійській сцені у фільмі «The New Devil in Miss Jones» (Vivid, 2005) з Рейчел Роттен, яка прославилася своїм образом панку.
У 2007 році Джеймсон зняла грудні імплантати, зменшивши розмір грудей з четвертого на третій. Вона заявила, що закінчила зніматися в порнофільмах, але не залишить роботу в ClubJenna, яка приносила їй по 30 000 000 $ на рік.
У 2008 році вона повідомила, що більше не буде з'являтися в порно в будь-якому його вигляді. Навіть після того, як Джеймсон пішла з порно, до цього дня регулярно виходять фільми і фото з її участю.

## Акторська кар'єра
Дженна Джеймсон домоглася статусу загальновизнаної знаменитості завдяки участі у фільмі Ховарда Стерна Частини тіла. Потім вона почала з'являтися на різних телеканалах і в різних програмах телеканалу E!. Вона озвучила: «Daisy» із гри «Tony Hawk's Pro Skater 4», порноакторку Кенді Сакс у грі «Grand Theft Auto: Vice City», за що була нагороджена окремо, камео в мультфільмі «Гріффіни». З'являлася в епізодичній ролі в серіалі «Містер Стерлінг» на NBC. У 2001 році знялася в кліпі репера Емінема на пісню «Without Me».
Її автобіографічна книга «How to Make Love Like a Porn Star: A Cautionary Tale» (укр. «Зайнятись коханням, як порнозірка: Історія-застереження») провела 6 тижнів у New York Times Best Seller list. У 2006 знялася в подкасті компанії Adidas. У тому ж 2006 році в лас-вегаському музеї мадам Тюссо з'явилась її воскова фігура. 18 квітня 2008 відбулася прем'єра комедійного фільму жахів Зомбі-стриптизерки з Дженною Джеймсон у головній ролі.

## Автобіографія
Автобіографічна 600-сторінкова книга Дженни Джеймсон, написана у співпраці з журналістом The New York Times і Rolling Stone, носить назву How to Make Love Like a Porn Star: A Cautionary Tale. Книга відразу ж стала бестселером і була перекладена багатьма мовами.

## Громадська діяльність
- Дженна Джеймсон знялася в короткометражному відео для організації захисту тварин «Люди за етичне ставлення до тварин»[25].
- Є лібералкою, в 2008 році під час передвиборної кампанії підтримувала Гілларі Клінтон[26].
- Дженна Джеймсон є прихильницею легалізації використання марихуани у медицині[27].

## Особисте життя

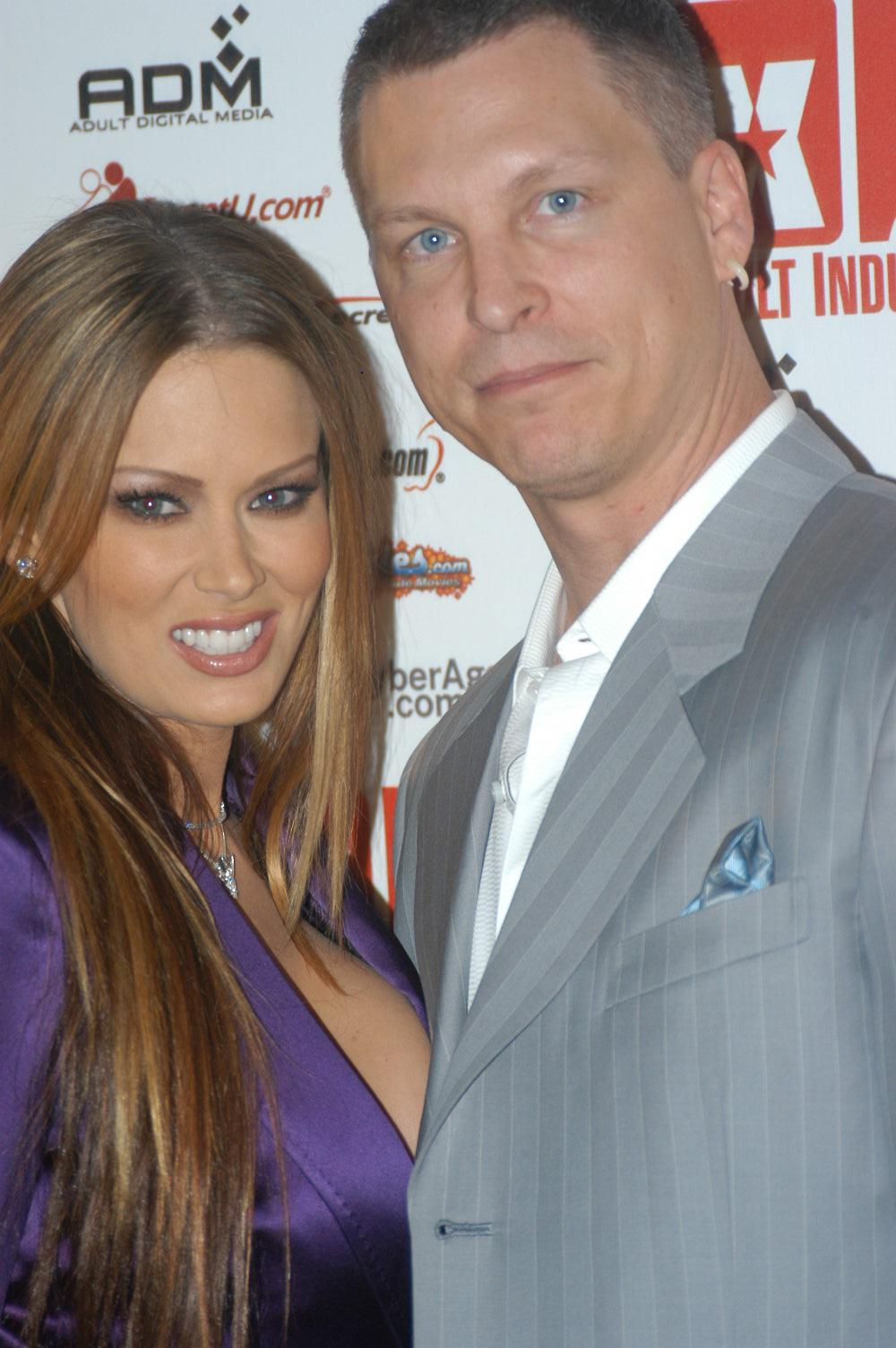
Дженна Джеймсон з чоловіком Джеєм Грдіна у 2005 році

Джеймсон є бісексуалкою, за її словами вона мала секс із більш ніж 100 жінками і 30 чоловіками поза екраном. Серед яких були Мерілін Менсон, Томмі Лі, Дейв Наварро. Довгий час зустрічалася з порноакторкою Ніккі Тайлер.
20 грудня 1996 одружилася з порноактором та режисером Бредом Армстронгом (Родні Хопкінс), прожили разом 10 тижнів і розійшлися в березні 1997 року, проте офіційне розлучення оформлене лише в березні 2001 року.
Влітку 1998 року зустріла порнорежисера Джея Грдіна, який став її єдиним партнером-чоловіком на екрані. Вони побралися в грудні 2000 року, хоча Джеймсон ще була офіційно одружена з Армстронгом, а 22 червня 2003 року вони одружилися. Пара влаштувалася в Скоттсдейлі, Аризона в помешканні площею 620 м² ціною в 2 мільйони доларів.
У 2004 році, коли Джеймсон була вагітна, у неї діагностували рак шкіри. Попри успішну операцію вона пережила викидень. Навіть екстракорпоральне запліднення не допомогло завагітніти знову. 12 грудня 2006 Джеймсон подала на розлучення.
У 2006 році почала зустрічатися з бійцем змішаного стилю та колишнім чемпіоном UFC Тіто Ортізом, з яким познайомилася в MySpace. 16 березня 2009 народила двох хлопчиків: Jesse Jameson Ortiz і Journey Jette Ortiz.

## Нагороди

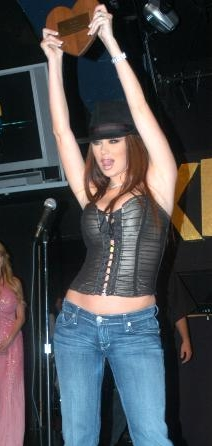
Дженна Джеймсон з нагородою XRCO, 2 червня 2005.

- 1995 The X-Rated Critics Organization XRCO — Найкраща порноакторка-початківиця
- 1996 Hot D'Or — Найкраща нова американська акторка, найкраща американська акторка
- 1996 AVN Найкраща нова старлетка, AVN Awards — Найкраща акторка — Wicked One, Best Couples Sex Scene (Film) — Blue Movie (c T.T. Boy)
- 1996 Fans of X-Rated Entertainment (FOXE) Video Vixen
- 1997 AVN Award Найкраща сцена сексу в парі
- 1997 Hot D'Or — Найкраща американська акторка
- 1997 FOXE Female Fan Favorite
- 1998 AVN Award Найкраща сцена лесбійського сексу
- 1998 Hot D'Or Найкраща американська акторка
- 1998 FOXE Улюблениця фанатів
- 1999 Hot D'Or Найкращий американський фільм — Flashpoint
- 2003 AVN Award Найкраща сцена лесбійського сексу — I Dream of Jenna
- 2003 G-Phoria Award for Найкращий голос — Grand Theft Auto: Vice City
- 2003 XRCO Award Найкраща лесбійська сцена — My Plaything: Jenna Jameson 2
- 2004 AVN Award Найкращий DVD — My Plaything: Jenna Jameson 2
- 2004 XRCO Hall of Fame, XRCO Award Найкращий мейнстрім
- 2005 AVN Award Найкраща акторка — The Masseuse, Найкраща сцена лесбійського сексу — The Masseuse, найкраща сцена сексу в парі — The Masseuse
- 2006 AVN Hall of Fame, AVN Awards Найбільш підтримувана аторка — The New Devil in Miss Jones, найкраща сцена лесбійського сексу — The New Devil in Miss Jones
- 2006 F.A.M.E. Awards Найгарячіше тіло, улюблена порноакторка
- 2006 Temptation Hall of Fame, Temptation Awards Найбільш підтримувана акторка — The New Devil in Miss Jones, найкраща сцена лесбійського сексу — The New Devil in Miss Jones, Спокусниця року
- 2006 Додана до Adult Star Path of Fame в Едісоні, Нью-Джерсі.
- 2007 AVN Award Кросовер зірка року
- 2007 F.A.M.E. Award — Найкраща виконавиця всіх часів